# Вятский государственный агротехнологический университет
Вятский государственный агротехнологический университет (ВГАТУ) — высшее учебное заведение в городе Кирове, занимающееся подготовкой специалистов в области биологии, химии, ветеринарной медицины, лесного дела, инженерии и агробиотехнологии, а также геодезистов, архитекторов, экономистов-менеджеров в области управления земельными ресурсами. 

## История

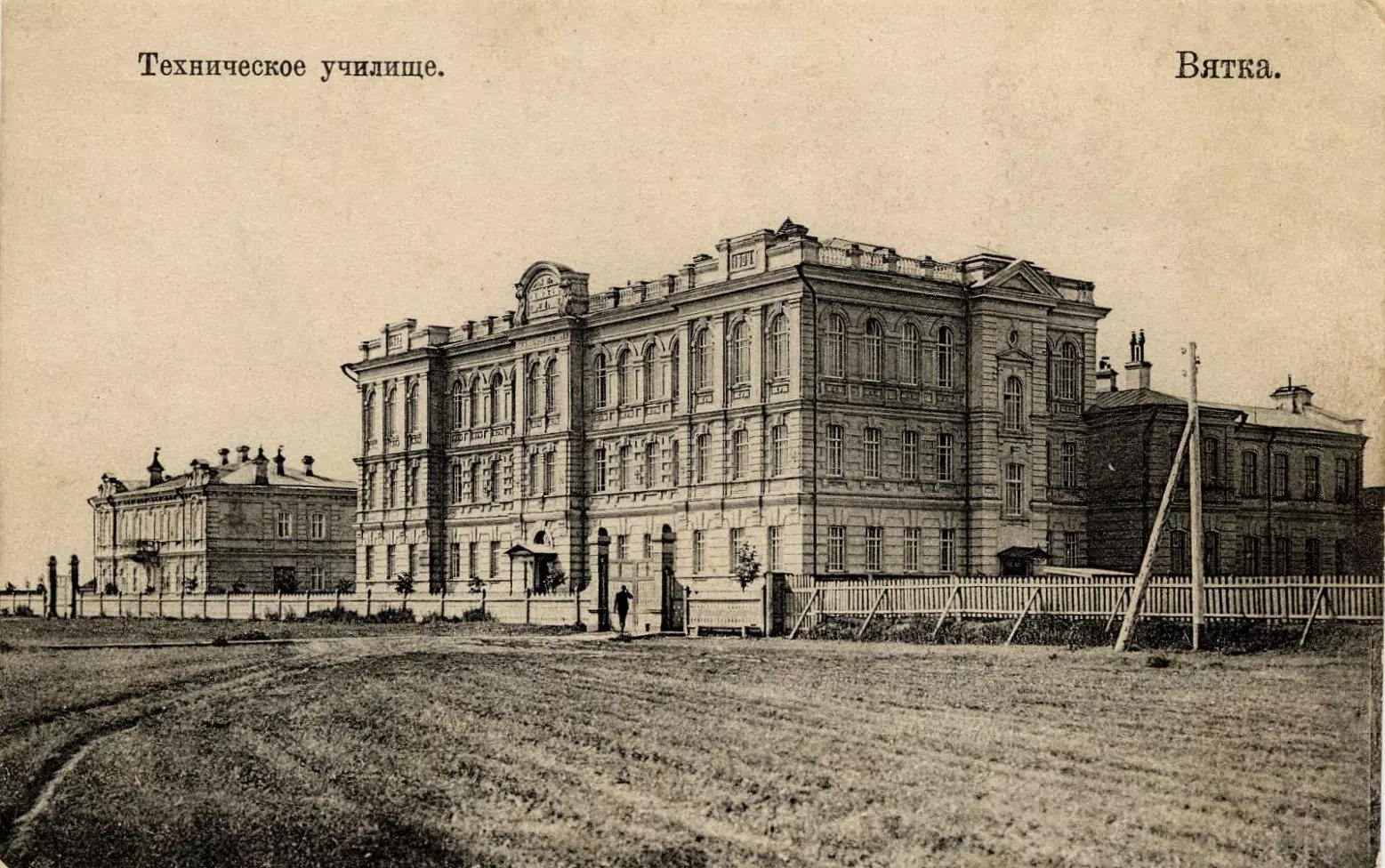
Вятское среднее сельскохозяйственно-техническое училище имени императора Александра II

История сельскохозяйственного образования на Вятке восходит от Вятского среднего сельскохозяйственно-технического училища имени императора Александра II, которое было основано в 1872 году.
В 1901 году в городе Вятке по инициативе вятского губернского земства было открыто сельскохозяйственное техническое училище. Оно готовило агрономов, землемеров и других специалистов-аграриев. 
В 1930 года заведение было преобразовано в высшее — Вятский зоотехническо-ветеринарный институт. Были созданы два факультета — зоотехнический (ныне, биологический) и ветеринарный (ныне, факультет ветеринарной медицины). В начале своей работы институт имел 15 преподавателей и 150 студентов.
К началу Великой Отечественной войны в институте работало 60 преподавателей (из них 9 профессоров и 18 доцентов). Обучалось свыше 500 студентов. В 1944 году был открыт агрономический факультет, а сам ВУЗ был переименован в Кировский сельскохозяйственный институт.
К концу войны институт продолжал работу в весьма стесненных условиях. Главный корпус остался в распоряжении оборонного предприятия (ныне завод «Маяк»). Все три факультета располагались в небольшом здании (сейчас это корпус «В»). На них обучалось 902 студента, работали 98 преподавателей (9 профессоров и 31 доцент). При учреждении работали курсы повышения квалификации.
В 1952 году открывается факультет механизации сельского хозяйства (ныне, инженерный факультет), где стали готовить специалистов для села. 
К 1960 году открылся главный ныне корпус на Октябрьском проспекте. Большое просторное здание значительно улучшило деятельность института, появились возможности для его развития. Вскоре рядом с главным корпусом начинается строительство трех общежитий. Открываются два новых факультета: экономический и охотоведения. Расширяется ветеринарная клиника, база для практических занятий в учебно-опытном хозяйстве.
В 1980 году на шести факультетах обучалось 5650 студентов, работало около 400 преподавателей и научных сотрудников (включая 14 профессоров, докторов наук и 161 кандидатов наук).
В 1995 году институт был переименован в Вятскую государственную сельскохозяйственную академию. За годы существования он подготовил более 40 тысяч специалистов.
В 2020 году учреждение получило статус университета.

## Руководство
Университет возглавляет доктор педагогических наук, кандидат сельскохозяйственных наук, доцент - Симбирских Елена Сергеевна.
- Проректор по учебно-методической работе, кандидат технических наук, доцент — М.С. Поярков
- Проректор по воспитательной работе и молодежной политике, кандидат сельскохозяйственных наук, доцент — Д.Л. Старкова
- Проректор по науке, доктор технических наук, профессор — Р.Ф. Курбанов
- Проректор по административно-технической работе, кандидат технических наук, доцент — А.И. Чупраков

## Факультеты

### Агрономический факультет
Декан — Тюлькин Алексей Владимирович
Решение об организации агрономического факультета, в тогда еще Кировском зооветеринарном институте, было принято в марте 1944 года, и уже в сентябре состоялся первый набор студентов – 87 человек. История факультета неразрывно связана с именами крупнейших ученых, создавших школы и направления в науке: академик Н.В. Рудницкий; заслуженный деятель науки РФ, профессор, почетный гражданин г. Кирова Э.А.Штина, Е.М. Панкратова, профессор, доктор биологических наук, член-корреспондента РАЕН, С.Ф. Тихвинский профессор, доктор сельскохозяйственных наук, заслуженного деятеля науки РФ, Г.П. Дудин профессор, доктор биологических наук, Заслуженный деятель науки РФ, почетный работник высшего профессионального образования РФ и многие другие.
Каждая кафедра имеет специализированные лаборатории и учебные кабинеты для проведения учебного процесса на высоком методическом уровне с использованием современных мультимедийных технологических средств.

### Биологический факультет
Декан — Шевнина Мария Сергеевна
Первый факультет, на котором начались учебные занятия 1930 года, когда постановлением СНК РСФСР был организован Вятский зоотехническо-ветеринарный институт с зоотехническим факультетом. В 80-е годы факультет стал называться зооинженерным, а с 1996 года - биологическим.

### Факультет ветеринарной медицины
Декан — Соболева Ольга Анатольевна.
Факультет был создан в 1930 году. Осуществляет подготовку по специальностям Ветеринария и Товароведение и экспертиза продовольственных товаров. За годы существования факультет подготовил более 7000 студентов, 32 выпускника имеют звание «Заслуженный ветеринарный врач».

### Инженерный факультет
Декан — Вылегжанин Павел Николаевич .
Инженерный факультет создан в 1952 году. Более чем за 60 лет своей работы факультет превратился в крупный научно-образовательный комплекс, который готовит специалистов для агропромышленного производства, автотранспортных предприятий, организаций занимающихся продажей, обслуживанием, эксплуатацией и ремонтом легкового, грузового и пассажирского автотранспорта, инженерно-технических служб различных организаций, в том числе для структур министерства по чрезвычайным ситуациям.
Факультет ведёт подготовку по шести специальностям:
- Механизация сельского хозяйства
- Технология обслуживания и ремонта машин в агропромышленном комплексе
- Сервис транспортных и технологических машин и оборудования (в аграрном производстве)
- Автомобили и автомобильное хозяйство
- Технология транспортных процессов
- Защита в чрезвычайных ситуациях

За годы существования выпустил более 6500 специалистов-инженеров.

### Экономический факультет
Декан — Шиврина Татьяна Борисовна.
Самый молодой из факультетов. Готовит специалистов по специальностям
- «Бухгалтерский учет, анализ и аудит»
- «Финансы и кредит»
- «Экономика и управление на предприятии»
- «Менеджмент организации»
- «Маркетинг»

Ведется подготовка по двум направлениям бакалавриата:
- «Менеджмент»
- «Экономика»

На факультете обучается более 3 тысяч студентов. 

### Отделение среднего профессионального образования
Заведующий отделением  - Федосимова Екатерина Александровна.
Колледж Вятского ГАТУ функционирует с 1998 года. Готовит специалистов по специальностям
- Экономика и бухгалтерский учет (по отраслям)
- Страховое дело (по отраслям)
- Коммерция (по отраслям)
- Финансы
- Банковское дело

- Ветеринария
- Садово-парковое и ландшафтное строительство
- Техническое обслуживание и ремонт двигателей, систем и агрегатов автомобилей

На факультете обучается более 300 студентов. За годы существования колледж выпустил более 1500 специалистов среднего звена.